# Cixidia pilatoi
Cixidia pilatoi är en insektsart som beskrevs av D'urso och Adalgisa Guglielmino 1995. Cixidia pilatoi ingår i släktet Cixidia och familjen vedstritar.
Artens utbredningsområde är Italien. Inga underarter finns listade i Catalogue of Life.